# Il cuore in un concerto
Il cuore in un concerto è il primo album concerto del cantante neomelodico napoletano Tony Colombo, pubblicato nel 2008. È il suo primo album live ed è stato pubblicato su DVD.

## Tracce DVD
1. Baciami
2. Spuogliete stasera
3. Amore mio
4. Mi sono innamorato
5. Notte juorno e suonno
6. Fammi riprovare
7. Amore Folle
8. Sto perdenno a tte
9. Facimmo pace
10. Batte forte
11. Vetri Appannati
12. 'O surdato 'nnammurato
13. Caravan petrol
14. Lei e lui
15. Una realtà
16. Te ne vai
17. A rint'o core
18. La regina dei sogni miei
19. Insieme a te
20. Solo fantasia
21. Rimpianti
22. Baciami